# ماثيو الكسندر
ماثيو الكسندر (بالإنجليزية: Matthew Alexander)‏ هو لاعب كرة قدم بريطاني، ولد في 7 مايو 2002. لعب مع بولتون واندررز.

## وصلات خارجية
- ماثيو الكسندر على موقع قاعدة بيانات كرة القدم.إي يو (الإنجليزية)